# Kupellonura capensis
Kupellonura capensis is een pissebed uit de familie Hyssuridae. De wetenschappelijke naam van de soort is voor het eerst geldig gepubliceerd in 1975 door Kensley.